# Mount Harper (Antarktika)
Mount Harper ist ein 1405 m hoher Berg im westantarktischen Queen Elizabeth Land. In der südlichen Neptune Range der Pensacola Mountains ragt er 3 km westlich des Mount Kaschak auf.
Der United States Geological Survey kartierte ihn anhand eigener Vermessungen und Luftaufnahmen der United States Navy aus den Jahren von 1956 bis 1966. Das Advisory Committee on Antarctic Names benannte ihn 1968 nach Ronald B. Harper, Elektroniker auf der Ellsworth-Station im antarktischen Winter 1958.